# Bourse subtendineuse du muscle gastrocnémien médial
 (octobre 2023).
La bourse subtendineuse du muscle gastrocnémien médial (ou bourse du muscle jumeau interne) est une bourse synoviale du membre inférieur située au niveau du genou.

## Description
La bourse subtendineuse du muscle gastrocnémien médial est située entre le tendon d'origine du chef médial du muscle gastrocnémien et la face postérieure de la capsule de l'articulation du genou.